# Elisabeth Rehn
Märta Elisabeth Rehn, född Carlberg, född 6 april 1935 i Helsingfors, är en finländsk politiker, som har varit Finlands försvarsminister och riksdagsledamot för Svenska folkpartiet. Hon är syster till Ulla Gyllenberg.
Rehn föddes i Helsingfors men tillbringade det mesta av sin barndom i Mäntsälä. Nu bor hon i Kyrkslätt. Hon är till utbildningen diplomekonom och är även hedersdoktor vid Svenska handelshögskolan och Åbo Akademi. Hon var ledamot av Finlands riksdag 1979-95, försvarsminister 1990-95 och jämställdhetsminister 1991-95. Hon var även ledamot av Europaparlamentet 1995-96, FN:s människorättsrapportör i Bosnien och Hercegovina, Kroatien och Jugoslavien 1995-98 samt FN:s biträdande generalsekreterare och sändebud i Bosnien och Hercegovina 1998-99.
Som försvarsminister var Rehn ovanligt inflytelserik och även allmänt populär. År 1995 gavs kvinnor möjlighet att frivilligt göra värnplikt i Finlands försvarsmakt. Under hennes period anskaffades även F/A-18 Hornet-jaktplan.
Rehn kandiderade i presidentvalen 1994 och 2000. År 1994 föll hon, efter att länge ha lett i opinionsmätningarna, i den avgörande omgången mot Martti Ahtisaari som kandiderade för Finlands socialdemokratiska parti. Rehn samlade 46,1% mot Ahtisaaris 53,9%. År 2000 fick hon 7,9% av rösterna i den första omgången.
Rehn var Vegas sommarpratare år 2014.

## Utmärkelser
- Riddartecknet av I klass av Finlands Vita Ros’ orden,  6 december 1988[8]
- Kommendörstecknet av Finlands Vita Ros’ orden,  6 december 1991[9]
- Frihetskorsets 1. klass med kraschan,  6 december 2002[10]
- Terra Mariana-korsets orden, första klass,  3 februari 2003[11]
- Krigsinvalidernas förtjänstkors[12]
- Kadettkårens förtjänstmedalj[13]
- Stora gyllene hedersmedaljen av Österrikiska republikens förtjänstorden[12]
- Reservistförbundet – Reservunderofficers-förbundets förtjänstkors med spänne[12]

[Redigera Wikidata]